# Безбородов, Василий Петрович
Василий Петрович Безбородов (1917—2003) — полковник Советской Армии, участник Великой Отечественной войны, Герой Советского Союза (1945).

## Биография
Василий Безбородов родился 9 марта 1917 года в селе Товарково Богородицкого района Тульской области в семье шахтёра и крестьянки. В 1938 году окончил горный техникум в Скопине, после чего работал на шахте. В том же году был призван на службу в Рабоче-крестьянскую Красную Армию. В 1941 году окончил Московское военно-политическое училище. В том же году вступил в ВКП(б).
С ноября 1941 года — на фронтах Великой Отечественной войны. К апрелю 1945 года гвардии майор Василий Безбородов командовал моторизованным батальоном автоматчиков 64-й гвардейской танковой бригады 1-й гвардейской танковой армии 1-го Белорусского фронта. Отличился во время Берлинской операции. 28 апреля 1945 года в центре Берлина бойцы батальона Безбородова зачистила четыре квартала, что обеспечило успешное продвижение танков бригады.
Указом Президиума Верховного Совета СССР от 31 мая 1945 года гвардии майор Василий Безбородов был удостоен высокого звания Героя Советского Союза с вручением ордена Ленина и медали «Золотая Звезда».
После окончания войны продолжил службу в Советской Армии. В 1976 году в звании полковника вышел в отставку. Жил и работал в Москве. В 1976—2001 годах был ведущим специалистом в Главном бронетанковом управлении Министерства обороны. Умер 28 августа 2003 года.
Был также награждён орденами Красного Знамени и Отечественной войны 1-й степени, тремя орденами Красной Звезды, орденом «За службу Родине в ВС СССР», а также рядом медалей. В 2005 году имя Героя Советского Союза Безбородова присвоено Кубинской средней школе № 2.